# Палмър Лейк
Палмър Лейк (на английски: Palmer Lake) е град в окръг Ел Пасо, щата Колорадо, САЩ. Палмър Лейк е с население от 2179 жители (2000) и обща площ от 8 km². Намира се на 2224 m надморска височина. ЗИП кодът му е 80133, а телефонният му код е 719.